# Geschiedenis van het internet

Het aantal internethosts door de jaren heen

De geschiedenis van het internet begint met verbindingen met een mainframecomputer, zoals de RAND Corporation die met medewerkers elders in de Verenigde Staten had. Er wordt wel beweerd dat de lancering van Spoetnik I door de Sovjet-Unie op 4 oktober 1957 indirect via ARPA leidde tot een netwerk dat is uitgegroeid tot het wereldwijde internet.

## Chronologie

### Voor 1970
- 1957: Met de lancering van Spoetnik I werd het voor de Verenigde Staten van Amerika plots duidelijk dat zij niet zo almachtig en onkwetsbaar waren, als ze in de periode volgend op de Tweede Wereldoorlog wel dachten (zie ook Spoetnikcrisis). Als onmiddellijke reactie op de lancering werd binnen het Amerikaanse ministerie van defensie het Advanced Research Projects Agency (ARPA) opgericht. ARPA moest instaan voor het ontwikkelen van technologie die de Amerikaanse defensie in staat zou stellen om niet verrast te worden door de technologisch geavanceerde vijand.
Een van de projecten waaraan de ARPA-denktank werkte was het ontwikkelen van een efficiënte manier voor universitaire instellingen die voor ARPA aan het werk waren elkaars verschillende computersystemen te laten gebruiken. Het systeem zou moeten bestaan uit een computernetwerk dat betrouwbaar en efficiënt zou zijn. Om aan deze beide eisen te voldoen werd ervoor gekozen de gegevens op te splitsen in kleine pakketjes en deze pakketten individueel via de beste route naar de eindbestemming te sturen. Op de eindbestemming kunnen de verschillende pakketten dan weer worden samengesteld tot het oorspronkelijke bericht. Dit concept maakt het systeem minder gevoelig voor onderbrekingen in het netwerk.
- 1962: In augustus van dat jaar schreef J.C.R. Licklider van het R&D-bedrijf Bolt, Beranek and Newman (BBN) een aantal memoranda over ideeën voor een computernetwerk dat bedoeld was om aangesloten computers van verschillend fabricaat met elkaar te laten communiceren ("Galactic Network Concept"). Veel van de ideeën van Licklider zijn terug te vinden in het huidige internet.
- 1968: ARPA keurde een plan goed dat was voorgesteld door de denkgroep van wetenschappers van verschillende universiteiten en researchorganisaties. ARPA opende een openbare aanbesteding voor de uitvoering van het plan.
- 17 april 1969: Het project werd gegund aan Bolt, Beranek and Newman.
- 12 september 1969: Een team van de Universiteit van Californië te Los Angeles (UCLA) verbond de eerste twee machines (een op UCLA en een op de Stanford-universiteit in Palo Alto) met ARPAnet.
- 29 oktober 1969: De eerste boodschap werd verstuurd tussen de twee knooppunten.[2]
- December 1969: Met de toevoeging van Santa Barbara en Utah waren er vier hostcomputers op het ARPANET aangesloten.

### 1970-1979
- 1971: Tegen het eind van dit jaar waren 23 hosts met het ARPANET verbonden. Ray Tomlinson van BBN ontwikkelde software die ARPANET-gebruikers in staat stelde onderling berichten uit te wisselen. Daarbij zond hij de eerste e-mail over een computernetwerk. Hij koos het @-teken om individuele gebruikers te adresseren die aangesloten waren op een bepaalde ARPANET-host.
- 1972: De International Network Working Group (INWG) werd opgericht en het ARPANET werd opengesteld voor niet-universiteiten en overheidsinstellingen.
- 1973: Er waren er 42 computers aangesloten op het ARPANET, inclusief een satelietverbinding naar Hawaii. In september 1973 ging ARPANET internationaal met een verbinding naar Noorwegen en Londen.[3]
- 1974: Door ARPA en Stanford werd een standaard protocol uitgewerkt om verschillende netwerken via het ARPANET te laten communiceren, het Transmission Control Protocol/Internet Protocol (TCP/IP). TCP/IP werd vanaf de start opgevat als een open standaard die alle vormen van communicatie tussen alle soorten netwerken moest mogelijk maken. TCP/IP kan worden gezien als dé grote stap voorwaarts naar het internet zoals het nu bestaat.
- In de periode tussen 1974 en 1984 ontstonden er verschillende computernetwerken (MFEnet, SPAN, Usenet, Bitnet, CSNet, EUnet, EARN ...) die een voor een ook aan ARPANET werden gekoppeld.
- Op 3 mei 1978 ontvingen 400 personen een advertentiebericht in hun mailbox. De eerste e-mailspam was een feit. Afzender Gary Thuerk werd opgespoord en kreeg problemen met het Ministerie van Defensie (DoD).

### 1980-1989
- 1982: Lancering van het EUnet met Amsterdam als belangrijkste knooppunt. Begin van internet in Europa. Het Nederlandse deel wordt NLnet genoemd.
  - Het internet bestaat reeds uit 1000 verschillende hosts.
- 1983: ARPANET stapte geheel over op TCP/IP voor het gegevenstransport over het netwerk. Hiermee was het eigenlijke internet geboren. De wereld beschikte nu immers over een open netwerk van netwerken gebaseerd op TCP/IP.
  - Het internet bestaat reeds uit 1000 verschillende hosts.
  - Ook begonnen de eerste problemen het hoofd op te steken. Het internet werd immers groter en drukker, vanwege het populaire e-mail, dan ooit was voorzien bij het ontwerpen van de onderliggende protocollen.
- Tot 1984 kreeg elke host op het internet een unieke naam toegewezen en bestond er een lijst met daarop de namen van alle hosts op het internet. Om het hoofd te kunnen bieden aan de steeds groeiende hoeveelheid hosts werd van dit systeem afgestapt en ging men over op het gebruik van het Domain Name System (DNS).
- 1986: In de Verenigde Staten werd NSFNet in gebruik genomen. NSFNet functioneerde als hogesnelheidsbackbone voor het internet in Amerika. Via NSFNet verdween zo een extra barrière in de verdere groei van het internet, namelijk de beperkte bandbreedte. Het aantal hosts was in 1986 opgelopen tot 5000.
- 1986: In Nederland werd SURFnet opgericht.
- 25 april 1986: .nl als eerste landendomeinnaam geregistreerd.
- 1987: Het internet bestond in 1987 uit 28.000 hosts. Aangezien NSFNet niet toegankelijk was voor commerciële doeleinden werd UUNET opgericht, de eerste commerciële internetfirma.
- 1988: De door MIT-student Robert Morris ontwikkelde computerworm infecteert circa 6000 van de 60.000 systemen op het internet.
- 17 november 1988: Het Nederlandse Centrum Wiskunde & Informatica werd aangesloten op het internet door Piet Beertema en bracht daarmee de eerste Europese verbinding tot stand.[4]
- 1989: NLnet biedt als eerste internetaanbieder wereldwijd een lokale inbelinfrastructuur.
- 1989: Het internet omvatte meer dan 100.000 hosts.

### 1990-1999
- 1990: In 1989 stelden de Belg Robert Cailliau en Brit Tim Berners-Lee onafhankelijk een hypertextsysteem voor als toegang tot de CERN-documentatie. Dit leidde tot een gezamenlijk voorstel in 1990 en daarna tot het World Wide Web.
- Het internet omvat meer dan 300.000 hosts en de originele backbone van het internet, ARPANET, houdt op te bestaan.
- 1991: NSFNet werd beschikbaar gemaakt voor commerciële doeleinden.
- 1993: Het gemak om webpagina's te maken en naar bestaande pagina's te linken veroorzaakt een exponentiële groei. De eerste zoekmachines verschijnen. Lycos wordt in 1993 ontwikkeld als onderzoeksproject op een universiteit. Eind 1993 heeft Lycos 800.000 webpagina's geïndexeerd. In december 1993 organiseert Robert Cailliau de eerste International WWW Conference die in mei 1994 bij CERN werd gehouden en nog regelmatig gehouden wordt.
- 1993: De browser Mosaic doet zijn intrede.
- 1994: Eerste online-winkels.
- 1995: Eerste online-radio met RealAudio. Eerste toepassingen van Java en JavaScript.
- 1996: Eerste internettelefonie. Browseroorlog tussen Internet Explorer en Netscape Navigator.
- 1997: Eerste sociale netwerk. SixDegrees.com.[5]
- 1997: Begin van de internetzeepbel, een hausse op de aandelenmarkt in internetbedrijven. Deze duurde tot 2000.
- 1998: Eerste portaalsites. Eerste toepassingen van XML.
- 1999: Opkomst van bankieren via het internet. Eerste toepassingen van MP3. Eerste weblogs.

### 2000-2009
- 2000: Opkomst van Nupedia, de voorloper van Wikipedia. Men had behoefte aan een encyclopedie die gratis zou zijn voor alle internetgebruikers.
- 2000: Opkomst van Napster. Eerste toepassingen van draadloos internet en IPv6.
- 2000: Start van CU2, voorloper van Hyves.
- 2001: De oprichters van Nupedia richten Wikipedia op.
- 2003: De slammer- en blaster-wormen zorgen ervoor dat veel systemen op internet plat gaan.
- 2004: Opkomst van podcasting.
- 2005: Opkomst van Web 2.0, oprichting van YouTube.
- Op 1 maart 2005 had de zoekmachine Google meer dan 8 miljard webpagina's geïndexeerd, terwijl dat in het begin van 2004 nog 4 miljard was. In juli 2007 stond de teller op iets meer dan 10 miljard webpagina's.
- 2007: Opkomst van botnets.
- 2008: Doorbraak van sociale netwerken zoals Hyves en Facebook.
- 2009: Doorbraak van cloud computing.
- 2009: Doorbraak van smartphones.

### 2010-nu
- 2013: Edward Snowden onthult dat de NSA wereldwijd online communicatie in de gaten houdt.
- 2014: Op 17 september waren er 1 miljard websites op het internet.[6]
- 2016: Opkomst van nepnieuws en de informatieluchtbel op sociale media.

## Trivia
- In 1999 beweerde de Amerikaanse vicepresident Al Gore (Democraat) tijdens een interview met CNN dat "hij het initiatief nam om internet te creëren". In de verkiezingsstrijd heeft dat veel schade berokkend omdat Republikeinen het steeds hadden over "de man die het internet heeft uitgevonden".